# ريان وليامز (ممثل)
ريان وليامز (بالإنجليزية: Ryan Piers Williams)‏ هو كاتب سيناريو ومخرج وممثل أمريكي، ولد في 18 أبريل 1981 بتكساس في الولايات المتحدة.

## وصلات خارجية
- ريان وليامز على موقع IMDb (الإنجليزية)
- ريان وليامز على موقع ألو سيني (الفرنسية)
- ريان وليامز على موقع أول موفي (الإنجليزية)
- ريان وليامز على موقع بوكس أوفيس موجو (الإنجليزية)
- ريان وليامز على موقع قاعدة بيانات الفيلم (الإنجليزية)
- ريان وليامز على موقع كينوبويسك (الروسية)